# Vörösmarty Akadémia
A Vörösmarty Akadémia 1918–1919-ben és 1925-ben működött, haladó szellemiségű magyar irodalmi társaság volt.

## Története
Az őszirózsás forradalom napjaiban Hatvany Lajos kezdeményezte egy olyan irodalmi társaság felállítását, amely a konzervatív szemléletű irodalmárokat tömörítő, akkor már majd fél  múltra visszatekintő Petőfi Társasággal szemben a 20. század irodalmi stíluseszményeit képviselő, haladó szellemiségű írókat fogja egybe. A szerveződő tagság gyakorlatilag a Nyugat köré csoportosuló írókból, költőkből állt. Közülük többek – például Szép Ernő és Kosztolányi Dezső is – jelentkeztek korábban a Petőfi Társaságba, felvételüket azonban megtagadták, s a konzervatív írói kör csak 1918 novemberében határozta el huszonöt modern író, költő taggá avatását. Ekkor azonban már minden készen állt a Vörösmarty Mihály nevét felvevő irodalmi kör megalapítására, s a nyugatosok elutasították a Petőfi társaságbeli tagságot.
A Vörösmarty Akadémia alakuló ülésére 1918. december 1-jén került sor. A társaság harminc taggal kezdte meg működését, az alapító tagok törzshadát a nyugatosok alkották: Ambrus Zoltán, Szomory Dezső, Ignotus, Schöpflin Aladár, Révész Béla, Szini Gyula, Ady Endre, Móricz Zsigmond, Lengyel Menyhért, Kaffka Margit, Hatvany Lajos, Gellért Oszkár, Babits Mihály, Szép Ernő, Laczkó Géza, Kosztolányi Dezső, Tóth Árpád, Karinthy Frigyes és Füst Milán. Mellettük tagok lettek egy korábbi írónemzedék képviselői (Kiss József, Bródy Sándor, Gárdonyi Géza és Herczeg Ferenc, legtöbbjük a Petőfi Társaságnak is tagja volt), a Nyugattól távolmaradó, de minden ízükben 20. századi írók és költők (Heltai Jenő, Molnár Ferenc, Krúdy Gyula és Kemény Simon), a politikai közéletben is részt vállaló fővárosi újságírók (Bíró Lajos), a vidék hangját képviselő irodalmárok (Barta Lajos) és a legifjabb, modernista nemzedék tagjai (Kassák Lajos) is. Elnökükké Ady Endrét választották, az alelnöki tisztségeket Móricz Zsigmond és Babits Mihály vállalta el, a titkári poszt Tóth Árpádnak jutott, a társaság jogásza pedig Füst Milán lett.
A Vörösmarty Akadémia kinyilvánított célja a modern irodalom művelése, a fiatal írók anyagi támogatása és publikációs lehetőséghez való juttatása volt. Emellett tervbe vették egy Magyar Olvasókönyv című kiadványsorozat megjelentetését is, amelyet az általuk képviselt irodalmi eszmény népszerűsítő fórumának szántak. A társaság megindulását és céljainak végrehajtását azonban megtorpantotta két tagjának halála: Kaffka Margit még az alakuló ülés napján, az elnökké választott Ady Endre pedig alig két hónappal később hunyt el (1918. december 1-jei akadémiai elnöki beszéde volt az utolsó nyilvános szereplése). E két hónapot az irodalmi élet szervezése helyett az írótársak gyászszertartásainak megrendezése határozta meg. Ady halálát követően Móricz Zsigmond vette át a társaság elnöki feladatait, az 1919 márciusában proklamált tanácsköztársaság azonban – több más közművelődési szervezettel együtt – csakhamar betiltotta a Vörösmarty Akadémia működését. A kör irodalmárainak egy része ezt követően az írói direktóriumban végzett irodalomszervező tevékenységet, a Vörösmarty Akadémia felélesztésére azonban a kommün leverését követően sem került sor.
1925-ben Babits Mihály fordult írótársaihoz azzal, hogy új életet leheljenek a Vörösmarty Akadémiába. Az alakuló gyűlésre és az új alapszabály elfogadására 1925. június 14-én került sor a Margit-szigeten. A társaság elnöke Babits lett, az időközben elhunyt tagok – Kaffka Margit, Ady Endre, Kiss József, Gárdonyi Géza és Bródy Sándor – helyére pedig beválasztották Elek Artúrt, Nagy Lajost, Juhász Gyulát, Nagy Zoltánt és Tersánszky Józsi Jenőt, valamint ekkor lett az akadémia tagja a szintén nyugatos Osvát Ernő és Fenyő Miksa is.
Az újjáalakult Vörösmarty Akadémia hitvallása nem változott: az irodalmi élet szervezése, a külföldi irodalmi kapcsolatok ápolása, pályadíjak kitűzése, nyilvános felolvasóülések megtartása, és mindezeken keresztül az irodalmi közízlés formálása szerepelt a célok között. A Nyugat és a Vörösmarty Akadémia ezt követően is szoros együttműködésére példa, hogy az akadémia eseti bizottsága – tagjai Gellért Oszkár, Kosztolányi Dezső és Osvát Ernő voltak – bírálta el a Nyugat 1925. évi novellapályázatára beküldött műveket, amelyet végül Németh László nyert meg Horváthné meghal című elbeszélésével.
Az akadémiát számos politikai támadás érte, s 1925 utáni tevékenységéről nem adnak számot az irodalomtörténeti áttekintések. A Nyugat-kör jeles tagjai a későbbi években az 1920-ban alakult La Fontaine Társaság, illetve az 1926-ban alapított Vajda János Társaság tagságát gyarapították.